# Григор I Допян
Григор I Допян (Григор Хаченеци) (годы рож. и см. неизв.) — армянский князь Хачена XIII века.
Владения охватывали Верхний Хачен. Сын Гасана I и Допа — дочери Саркиса Закаряна. Сын сестры матери Гасан-Джалала. Григор I Допян вместе с сыном Севада участвовал в месопотамском походе (1242—1243) монгольского полководца Бачу. Власть унаследован сын Гасан. Другой сын Ованес принял монашество. Имя Григор I Допяна впервые упоминается в 1220 году в одном из надписей в церкви Хадаванка. От его имени сохранилась небольшая «Хронография», где последний описывает монгольские нашествия в Персию и Армению, в частности в Хачен.